# Lemula setigera
Lemula setigera là một loài bọ cánh cứng trong họ Cerambycidae.